# Norveška softbolska reprezentacija
Norveška softbolska reprezentacija predstavlja državu Norvešku u športu softbolu.
Krovna organizacija: 

## Sudjelovanja na EP
- Prag 1993.: nisu sudjelovali
- Hørsholm 1995.: 7.
- Bussum 1997.: 5.
- Prag 1999.: nisu sudjelovali
- Antwerpen/Anvers 2001.: nisu sudjelovali
- Chočen 2003.: nisu sudjelovali
- Nijmegen 2005.: nisu sudjelovali
- Beveren 2007.: nisu sudjelovali